# 프랑켄슈타인 (2025년 영화)
《프랑켄슈타인》(Frankenstein)은 2025년 개봉 예정인 미국의 SF 공포 영화로, 기예르모 델토로의 연출작이다. 메리 셸리의 《프랑켄슈타인》을 영화화했다. 제82회(2025년) 베네치아 영화제 황금사자상 경쟁후보작이다.

## 출연진
- 오스카 아이작 - 빅터 프랑켄슈타인
- 제이컵 엘로디 - 피조물
- 미아 고스
- 크리스토프 발츠
- 펠릭스 크라머러
- 라르스 미켈센
- 데이비드 브래들리
- 크리스천 콘베리
- 찰스 댄스
- 랠프 이네슨